# Église Saint-François de Roubaix
L'église Saint-François est une église catholique de Roubaix dédiée à saint François d'Assise. Elle dépend du diocèse de Lille et de la paroisse Bienheureux Charles de Foucauld, du doyenné de Roubaix et se trouve au 94 rue Saint-Joseph.

## Histoire
Au milieu du XIXe siècle, Roubaix s’agrandit grâce à l'essor des filatures et la population augmente, venant des campagnes flamandes des deux côtés de la frontière. Il n’y a que deux églises à cette époque, l'église historique Saint-Martin sur la Grand Place et l'église Notre-Dame, achevée en 1846. L'arrivée de populations des campagnes flamandes flamingantes nécessite de faire appel à des franciscains de Belgique flamande - originaires de Gand - pour le service de ces nouveaux ouvriers. Ceux-ci s'installent dans un nouveau quartier, le quartier Saint-Joseph, du nom du couvent que les franciscains récollets décident de faire construire. Des donateurs, dont la famille Dujardin, offrent dans ce but un vaste terrain à la Basse Masure situé alors en plein champ. La première brique du couvent est posée le 21 novembre 1857 et la première pierre de la chapelle est bénite le 15 mai 1859. Elle est construite selon les plans d'Achille Dewarlez, architecte de la ville, et mesure 52 mètres de longueur pour 23 mètres de largeur. La nouvelle chapelle (alors sous l'invocation de saint Joseph) est bénie le 23 juin 1860 et consacrée le 8 septembre 1873. La grande église de briques est de style néogothique avec un petit clocher recouvert d'une flèche d'ardoises.
Vingt ans plus tard, le gouvernement anticlérical de la Troisième République décide d'expulser les quinze récollets, car ils sont de nationalité belge, cependant un frère de nationalité française peut garder les lieux. En 1896, les portes de l'église de leur couvent peuvent enfin rouvrir; en 1897, les récollets fusionnent avec les autres frères mineurs. En 1903, la nouvelle loi de Waldeck-Rousseau frappant les congrégations religieuses force les religieux à quitter à nouveau les lieux, cette fois définitivement. Le mobilier est vendu aux enchères et le couvent placé sous séquestre. Le couvent est transformé en dépôt de pain (racheté par la société coopérative de boulangerie « L'Union » en 1907), tandis que l'église devient une salle de gymnastique, puis le couvent devient une école d'apprentissage. L'ancien couvent est occupé les Allemands pendant la guerre de 1914-1918. Après la guerre, qui oblige les autorités de la Troisième République à se concilier la société française réalisant que les clercs catholiques ont eux aussi payé un lourd tribut au combat, certaines congrégations religieuses rentrent petit à petit en France et des églises sont rouvertes ; ainsi l'église des Récollets rouvre au culte en 1919 et prend le vocable de saint François, fondateur des franciscains, en devenant une simple église paroissiale. Elle dessert les quartiers du Cul-de-Four et de la Basse Masure. Les franciscains peuvent reprendre leur ancien couvent en 1921, après dix-huit ans d'absence.
Le centenaire de l'église donne lieu à des cérémonies solennelles et à des réjouissances présidées par le cardinal Liénart. Les pères franciscains quittent leur couvent en 1973 faute de vocations et il est vendu au CAL-PACT pour en faire des logements.
Aujourd'hui (en 2017), la messe dominicale à Saint-François n'est plus célébrée qu'un dimanche sur deux à 9 heures 30.

## Description
Cette vaste église de briques est de style néogothique tardif avec un petit clocher en façade. Son remarquable maître-autel présente quatre anges agenouillés sur les côtés et une scène sculptée de crucifixion au-dessus, sous un dais gothique finement sculpté. Les confessionnaux sont en bois sculpté. Trois retables en bois polychromes datant du XIXe siècle sont inscrits aux monuments historiques. L'orgue provient de la maison Cavaillé-Coll
; il est inscrit aux monuments historiques et date de 1867 ou 1868.